# 阿卜耶伊地区

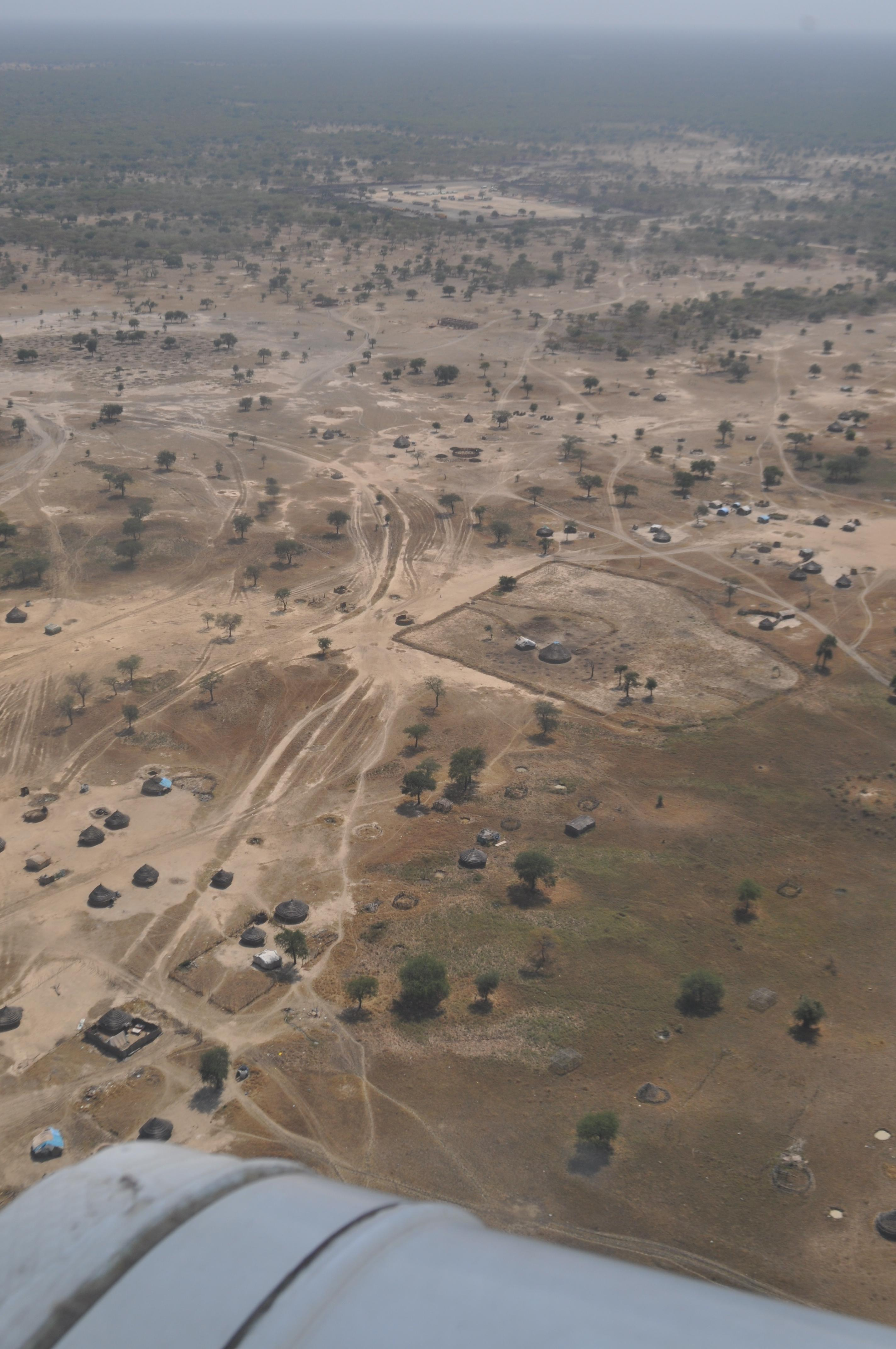
阿卜耶伊空中俯瞰照

阿卜耶伊地区（阿拉伯语：‎，羅馬化：mintaqat 'abyi）是苏丹一个拥有特别行政地位的地区，首府阿卜耶伊。南苏丹声称拥有该地区主权，但目前该地区仍由苏丹实际控制。
根据《全面和平協定》（Comprehensive Peace Agreement）中的《阿卜耶伊解決衝突議定書》（Protocol on the resolution of the Abyei Conflict），在2005年第二次蘇丹內戰结束后，界定阿卜耶伊地区為1905年的9個丁卡人部落區域，并赋予该地区特别行政地位。

## 政治

阿卜耶伊地区位于原西科尔多凡州的地理位置

阿卜耶伊地区行政机构于2008年8月31日成立。

### 历任行政长官
| 任期                           | 首席行政长官                        | 政党                   |
| ------------------------------ | ----------------------------------- | ---------------------- |
| 2008年8月31日至 2009年12月30日 | Arop Moyak                          | 苏丹人民解放运动－北方 |
| 2009年12月30日至 2013年5月21日 | Deng Arop Kuol                      | 苏丹人民解放运动－北方 |
| 2013年5月至 2015年3月          | Kuol Monyluak Dak                   | 苏丹人民解放运动－北方 |
| 2015年3月至 2017年2月          | Dr. Chol Deng Alak                  | 苏丹人民解放运动－北方 |
| 2017年2月至 2020年6月          | Kuol Alor Kuol Arop (Kuol Alor Jok) | 苏丹人民解放运动－北方 |
| 2020年6月至今                  | Kuol Deim Kuol                      | 苏丹人民解放运动－北方 |

## 行政区划
以下列出阿卜耶伊地区下辖之城镇与村庄：
- 阿卜耶伊镇（Abyei Town）— 阿卜耶伊地区首府[7]
- 阿戈克（Agok）
- 阿尔马拉姆（Al Malamm)
- 阿米埃特（Amiet）
- 阿沃隆（Awolnhom）
- 巴格诺普（Bargnop）
- 多库拉（Dokura）
- 菲约克（Fyok）
- 科洛姆（Kolom）
- 楼（Lou）
- 陆吉（Lukji）
- 马基尔·阿比奥尔（Makhir Abior）
- 莫奎（Mokwei）
- 乌姆格伦（Umm Geren）